# 矢谷博文
矢谷 博文（やたに ひろふみ）は、日本の歯学者・歯科医師。大阪大学大学院歯学研究科副研究科長、統合機能口腔科学専攻顎口腔機能再建学講座顎口腔咬合学分野教授。元岡山大学歯学部歯科補綴学第一講座教授。

## 経歴
1980年大阪大学卒業、1984年広島大学大学院修了。以後、広島大学助手、岡山大学講師、助教授を経て、2000年より岡山大学教授、2003年より大阪大学大学院教授。
1985年 広島大学より　歯学博士号を得る。学位論文は「顎機能障害患者の咀嚼筋筋疲労に関する筋電図学的研究」。

## 著書
- 山下敦、矢谷博文 著「第3章 顎関節症 III型 各論 顎関節内障に対するわれわれの保存的療法」、岡達、藍稔 編『顎関節症　治療のポイント50』医歯薬出版〈月刊「歯界展望」別冊〉、1990年8月。
- 山下敦、矢谷博文、窪木拓男『最新 生理咬合学と顎関節症の治療』クインテッセンス出版、1993年10月10日。ISBN 978-4-87417-423-4。
- 矢谷博文 他 著、坂東, 永一、三谷, 英夫; 上村, 修三郎 ほか 編『顎機能障害　新しい診断システムと治療指針』医歯薬出版〈アドバンスシリーズ〔2〕〉、1993年12月。ISBN 978-4-263-45162-5。
- 矢谷博文 著「接着・合着の前に知っておくべきこと 実験データと臨床の実際」、中尾勝彦、飯島国好 編『実力アップ 接着・合着』医歯薬出版〈隔月刊「補綴臨床」別冊〉、1995年8月。
- 矢谷博文 著「III. 基本的診察法 20 咬合診査」、黒﨑紀正、小野瀬英雄、住友雅人、櫻井薫、井上宏、古郷幹彦、寺下正道 編『患者の診かたと歯科診療』医歯薬出版〈イラストレイテッド・クリニカルデンティストリー1〉、2001年10月。ISBN 978-4-263-40611-3。
- 矢谷博文 著「第6章 顎関節症における咬合再構成上の留意点 1.歯冠修復」、森本, 俊文、松矢, 篤三; 野首, 孝祠 ほか 編『顎関節症入門』医歯薬出版、2001年10月20日。ISBN 978-4-263-44130-5。
- 矢谷博文 他 著、編 日本接着歯学会 編集委員 熱田充、荒木吉馬、小野瀬英雄、柏田聰明、河野篤、佐野英彦、鈴木一臣、福島俊士、安田登 編『接着歯学　Minimal Interventionを求めて』監修 野口八九重、藤井辨次、細田裕康、山下敦、医歯薬出版、2002年4月20日。ISBN 978-4-263-44135-0。
- 古谷野潔、矢谷博文 編『目で見る咬合の基礎知識』医歯薬出版〈月刊「歯科技工」別冊〉、2002年6月25日。
- 川和, 忠治、福島, 俊士、川添, 堯彬 ほか 編『クラウンブリッジ補綴学』（第3版）医歯薬出版、2004年3月。ISBN 978-4-263-45569-2。
- 赤川, 安正、松浦, 正朗、矢谷, 博文 ほか 編『よくわかる　口腔インプラント学』医歯薬出版、2005年5月15日。ISBN 978-4-263-45583-8。
- Jeffrey P.Okeson『Okeson　TMD』監訳 矢谷博文、和嶋浩一、医歯薬出版、2006年5月10日。ISBN 978-4-263-44216-6。
- 矢谷博文、鈴木英史 著「Part3 生体を“実写する”クリニカルオクルージョンの応用知識 3．アンテリアガイダンス」、佐々木啓一、三浦宏之 編『生体本位の実践・咬合技工 ラボサイドで活かす咬合理論と咬合器操作』医歯薬出版〈月刊「歯科技工」別冊〉、2007年12月20日。
- 執筆代表 石橋寛二、窪木拓男、前田芳信、矢谷博文 著、古谷野潔、市川哲雄 編『審美歯科・インプラント ワードブック』医歯薬出版〈隔月刊「補綴臨床」別冊〉、2008年6月1日。
- 矢谷博文 他 著、石橋寛二、伊藤裕、川和忠治、寺田善博、福島俊士、三浦宏之 編『クラウンブリッジテクニック』医歯薬出版、2008年9月20日。ISBN 978-4-263-45623-1。
- 石橋寛二、川添堯彬、川和忠治、福島俊士、三浦宏之、矢谷博文 編『クラウンブリッジ補綴学』（第4版）医歯薬出版、2009年2月20日。ISBN 978-4-263-45626-2。
- 矢谷博文 他 著、松井, 恭平、栗原, 英見; 白鳥, たかみ ほか 編『咀嚼障害・咬合異常1　歯科補綴』監修 全国歯科衛生士教育協議会、医歯薬出版〈最新歯科衛生士教本〉、2009年6月1日。ISBN 978-4-263-42822-1。
- 矢谷博文、前田芳信 編『歯科補綴学模型実習マニュアル』大阪大学出版会、2010年2月16日。ISBN 978-4872593655。
- 赤川, 安正、松浦, 正朗、矢谷, 博文 ほか 編『よくわかる　口腔インプラント学』（第2版）医歯薬出版、2011年1月20日。ISBN 978-4-263-45640-8。
- 編集委員長 古谷野潔 編集委員 玉置勝司、馬場一美、矢谷博文、和嶋浩一 編『TMD YEAR BOOK 2011 アゴの痛みに対処する その原因，検査・鑑別診断，歴史と患者説明』クインテッセンス出版〈別冊 ザ・クインテッセンス〉、2011年10月10日。ISBN 978-4-7812-0224-2。
- 古谷野, 潔、前田, 芳信、松村, 英雄 ほか 編『プロソドンティクス 第1巻 総論：咬合・咀嚼障害の診断と治療／歯質欠損の治療』永末書店、2012年1月19日。ISBN 978-4-8160-1236-5。
- 編集委員長 古谷野潔 編集委員 玉置勝司、馬場一美、矢谷博文、和嶋浩一 編『TMD YEAR BOOK 2012 アゴの痛みに対処する AADRの基本声明から現代のTMD臨床を読み解く』クインテッセンス出版〈別冊 ザ・クインテッセンス〉、2012年10月10日。ISBN 978-4-7812-0281-5。

## 所属団体
- 日本補綴歯科学会 副理事長[4]
- 日本接着歯学会 常任理事[5]
- 日本顎関節学会 理事[6]
- 日本顎口腔機能学会 理事[7]
- 日本口腔顔面痛学会 理事[8]
- 日本咀嚼学会[2]
- 日本歯科医学教育学会[2]
- 歯科基礎医学会[2]
- 日本ヘルスケア歯科研究会[2]
- 日本骨代謝学会[2]
- 日本顎変形症学会[2]
- 日本歯科薬物療法学会[2]
- Asian Academy of Craniomandibular Disorders[2]
- International Association for the Study of Pain[2]
- 国際歯科研究学会日本部会[2]
- 国際歯科研究学会[2]
- 日本口腔インプラント学会[2]
- 日本歯科理工学会[2]
- 日本口腔リハビリテーション学会[2]
- 日本歯科審美学会[2]
- 日本歯科技工学会[2]
- 日本歯科放射線学会[9]

| 学職                                          | 学職                                                               | 学職                                                           |
| --------------------------------------------- | ------------------------------------------------------------------ | -------------------------------------------------------------- |
| 先代 山内六男 第17回 2003年 大阪歯科大学      | 日本顎頭蓋機能学会学術大会 大会長 第18回 2004年 チサンホテル新大阪 | 次代 小出武 第19回 2005年 大阪府立男女共同参画・青少年センター |
| 先代 寺田善博 第32回 2003年 九州大学          | 日本顎口腔機能学会学術大会 大会長 第33回 2004年 大阪大学           | 次代 中野雅徳 第34回 2005年 徳島大学                           |
| 先代 田中貴信 第117回 2008年 名古屋国際会議場 | 日本補綴歯科学会学術大会 大会長 第118回 2009年 京都国際会館        | 次代 志賀博 第119回 2010年 東京ビッグサイト                    |
| 先代 小松正志 第27回 2009年 仙台市福祉プラザ  | 日本接着歯学会学術大会 大会長 第28回 2010年 島根県立産業交流会館   | 次代 松村英雄 第29回 2011年 岡山大学                           |